# Pericó (mitologia)
El pericó és el geni mitològic del metall, l'ànima del ferro, del Ripollès i la Cerdanya. És molt menut i gairebé invisible, però amb el foc s'enfada, salta dins les flames i creix fins que es converteix en un gegant enorme de ferro massís, que tot ho esmicola i tot ho aixafa.
Els ferrers, abans de començar la feina, donen tres cops de mall sobre l'enclusa pensant en el Pericó, per tal que no pugui sortir de dins el ferro.